# Hoàng Bi
Hoàng Bi (tiếng Trung: 黄陂区, Hán Việt: Hoàng Bi khu) là một quận của thành phố Vũ Hán (武汉市), thủ phủ tỉnh Hồ Bắc, Cộng hòa Nhân dân Trung Hoa. Hoàng Bi có diện tích 2261 km², dân số năm 2004 là 1.110.000 người.

## Phân chia hành chính
Quận Hoàng Bi được chia ra thành 11 nhai đạo, 3 trấn và 2 hương.
- Nhai đạo:
  - Tiền Xuyên
  - Lục Chỉ Điếm
  - Trường Hiên Lĩnh
  - Vương Gia Hà
  - Hoành Điếm
  - Nhiếp Khẩu
  - La Hán Tự
  - Kỳ Gia Loan
  - Vũ Hồ
  - Thiên Hà
  - Thái Gia Trá
- Trấn:
  - Diêu Gia Tập
  - Lý Gia Tập
  - Tam Lý
- Hương:
  - Thái Điếm
  - Mộc Lan